# 64B busz (Budapest)
A budapesti 64B jelzésű autóbusz Hűvösvölgy és Solymár vasútállomás között közlekedik, a 64-es busz betétjárataként. A viszonylatot a MÁV Személyszállítási Zrt. üzemelteti. Útvonala végig párhuzamosan halad a 64-es és a 164B busszal, a Hűvösvölgy és a Templom tér között a 64A és a 164-es busszal, továbbá Solymár, Községházáig a 264-es és az éjszakai 964-es busszal.

## Története
2024. december 15-étől a 831-es buszok helyett a 64-es járatcsalád több indulása is a solymári vasútállomás érintésével közlekedik, ezért ezek külön viszonylatjelzéssel (64B, 164B) közlekednek, ennek következtében a 164-es és 264-es viszonylatok a továbbiakban nem térnek be az állomáshoz. A 64B viszonylat útvonala megegyezik a 64-esével, azonban nem érinti az Auchan áruházat, míg a 164B a korábban vasútállomáshoz betérő 164-essel azonos útvonalon jár Hűvösvölgy és a PEMÜ között.

## Útvonala
| Solymár vasútállomás felé |
| Hűvösvölgy vá. – Hűvösvölgyi út – Hidegkúti út – Rózsika utca – Mátyás király utca – József Attila utca – Dózsa György utca – Templom tér – Dózsa György utca – József Attila utca – Mátyás király utca – Vasút utca – bekötőút – Solymár vasútállomás vá. |
| Hűvösvölgy felé |
| Solymár vasútállomás vá. – bekötőút – Vasút utca – Mátyás király utca – József Attila utca – Dózsa György utca – Templom tér – Dózsa György utca – József Attila utca – Mátyás király utca – Rózsika utca – Hidegkúti út – Hűvösvölgyi út – Hűvösvölgy vá. |

## Megállóhelyei
Az átszállási kapcsolatok között az azonos, de hosszabb útvonalon közlekedő 64-es és 164B busz, továbbá a Templom térig közlekedő 64A nincs feltüntetve.
| 0                                     | Hűvösvölgy végállomás           | 22 | 29, 57, 63, 157, 157A, 164, 257, 264 56, 56A, 59B, 61 Gyermekvasút |
| 0                                     | Bátori László utca              | 20 | 57, 63, 157, 157A, 164, 257, 264                                   |
| 1                                     | Hunyadi János utca              | 19 | 57, 164, 257, 264                                                  |
| 2                                     | Kossuth Lajos utca              | 18 | 57, 164, 257, 264                                                  |
| 3                                     | Kölcsey utca                    | 17 | 57, 164, 257, 264                                                  |
| 4                                     | Mikszáth Kálmán utca            | 16 | 57, 164, 257, 264                                                  |
| 5                                     | Községház utca                  | 15 | 57, 164, 257, 264                                                  |
| 6                                     | Templom utca (Kultúrkúria)      | 15 | 57, 164, 257, 264                                                  |
| 7                                     | Solymári elágazás               | 14 | 57, 164, 257, 264                                                  |
| 8                                     | Szarvashegy utca                | 13 | 164, 264                                                           |
| 9                                     | Örökzöld utca                   | 12 | 164, 264                                                           |
| 10                                    | Kökörcsin utca                  | 11 | 164, 264                                                           |
| Budapest–Solymár közigazgatási határa |                                 |    |                                                                    |
| 11                                    | Anna kápolna                    | 10 | 164, 264                                                           |
| 12                                    | Munkás utca                     | 9  | 164, 264                                                           |
| 13                                    | Bajcsy-Zsilinszky utca          | 8  | 164, 264                                                           |
| 14                                    | Solymár, községháza             | 7  | 164, 264 831                                                       |
| 15                                    | Dózsa György utca               | 6  | 164 831                                                            |
| 17                                    | Templom tér                     | 5  | 164 831                                                            |
| 18                                    | Dózsa György utca               | 4  | 164 831                                                            |
| 19                                    | Solymár, községháza             | 3  | 164, 264 831                                                       |
| 20                                    | Solymár, temető                 | 2  | 830, 831, 832                                                      |
| 22                                    | Solymár vasútállomás végállomás | 0  | 830, 831, 832 S72 Z72 S76                                          |